# Giorgio Benigno Salviati
Giorgio Benigno (Đorđe) Dragišić (Salviati) (Srebrenica, 1445 – Barletta, 1520) è stato un arcivescovo cattolico bosniaco.[]

## Biografia
Giorgio Benigno Salviati (bosniaco Đorđe Dragišić, latino Georgius Benignus), nato nel 1445 a Srebrenica (oggi Bosnia ed Erzegovina) e morto nel 1520 negli Stati Pontifici. È stato un francescano e arcivescovo serbo, nonché importante umanista, teologo e filosofo.

### Formazione
Nacque nel 1445 a Srebrenica.

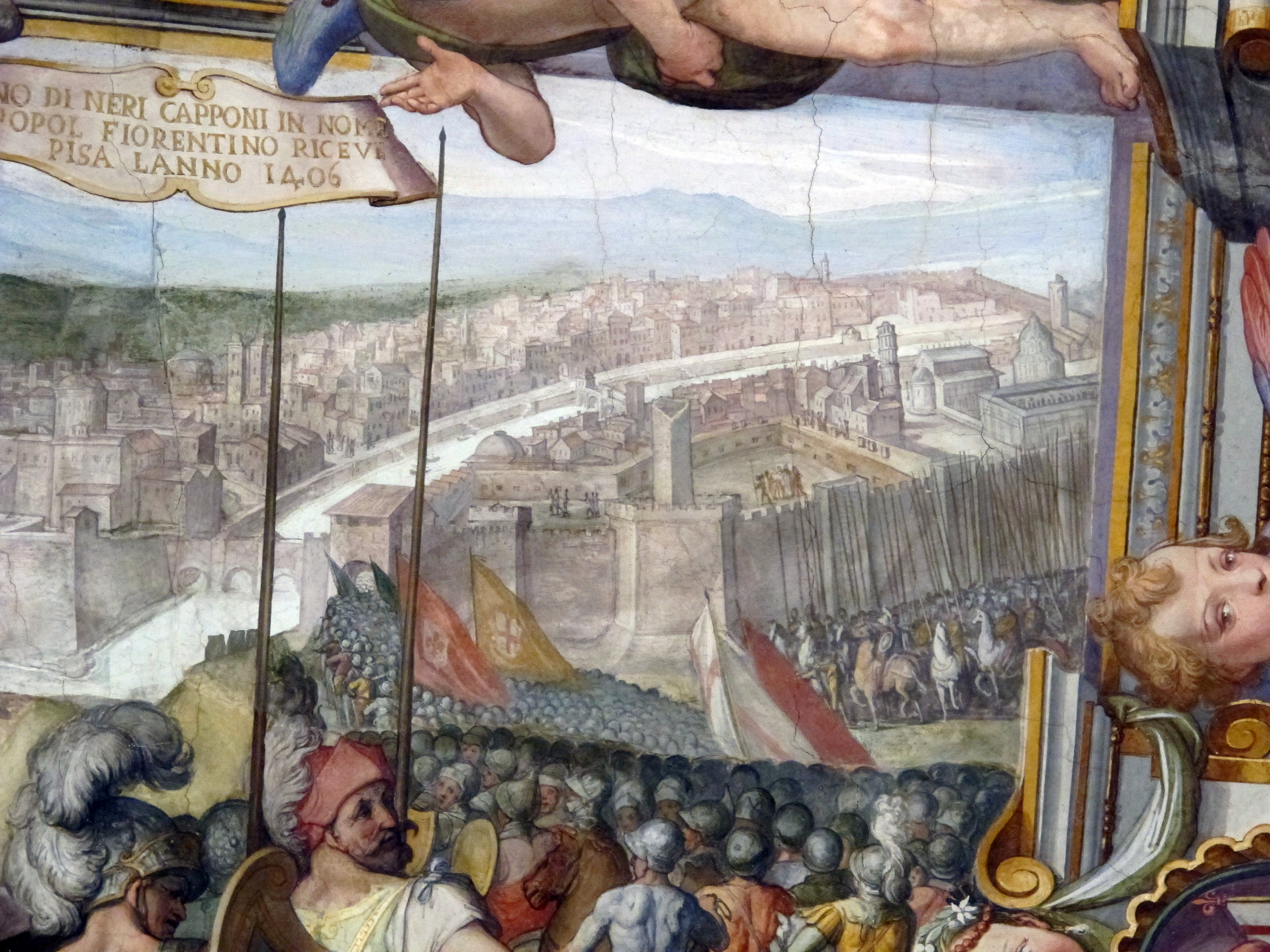
Pisa, come si presentava durante il soggiorno di Giorgio.

Ricevette la formazione presso il vicariato della provincia francescana di Bosnia.
All'età di 18 anni, a motivo della conquista ottomana dell'attuale territorio della Bosnia-Erzegovina (1463), fu costretto a fuggire verso ovest, nella città bosniaca di Jajce e poi, successivamente, a Zara.
Nel settembre 1464 si trovava in Italia nel convento francescano a proseguire gli studi teologici e filosofici. Continuò i suoi studi a Pavia, Bologna e Padova. Nel 1469 fu ordinato sacerdote.
Nel 1469 giunse a Roma, dove il cardinale Basilio Bessarione ci informa che era un ottimo conoscitore della filosofia greca e teologia ortodossa.
Proseguì ulteriormente i suoi studi presso l'Università di Oxford e la Sorbona di Parigi. Rimase in Francia fino al 1482. Tornò in Italia, a Firenze, e insegnò presso la locale università, così come a Urbino e Pisa.
A Firenze incontrò la grande famiglia dei Salviati, e ben presto entrò sotto la loro protezione  (da allora gli si aggiunse il cognome Salviati).
A Firenze ebbe molti ammiratori, tra cui Lorenzo de' Medici, che lo volle come uno dei precettore dei suoi figli (uno dei quali sarà il futuro papa Leone X).
Quando Firenze divenne territorio francese nel 1494, Giorgio tornò alla sua città natale di Srebrenica. Poi passò alla Repubblica di Ragusa.

### Vescovo
Nel 1500 tornò a Roma e insegnò presso l'Università La Sapienza, di cui successivamente divenne direttore. Nel 1507 fu nominato vescovo di Cagli e nel 1512 arcivescovo di Nazareth in Barletta. Partecipò al Concilio Lateranense V.
Nel 1514 fu antesignano nel proporre la riforma del calendario giuliano, che solo successivamente fu compiuta da papa Gregorio XIII nel 1582 (da qui il nome calendario gregoriano). A MIlano diffuse un testo a carattere profetico chiamato apocalypsis nova, attribuito al mistico Amedeo Mendes.
Nel 1515 da un teologo tedesco fu sollevata la domanda sulla possibilità di recepire il Talmud all'interno della dottrina cristiana. Come rappresentante della commissione teologica incaricata di esprimere la propria opinione, il vescovo Giorgio si dimostrò risoluto per l'accettazione del Talmud. Questa posizione gli valse l'accusa di eresia, ma fu tenacemente difeso da Erasmo da Rotterdam.
Morì a Barletta nel 1520 []

## Attività scientifica
È noto per la produzione di importanti libri in latino:
- Propeheticae solutiones
- De animae regni principi
- De natura coelestium spirituum quos vocamus angelos, Firenze 1499
- De natura angelica, Dubrovnik 1498

## Successione apostolica
La successione apostolica è
- Arcivescovo Cristoforo Marcello (1518)
- Vescovo Andrea Piperari (1518)